# Rue Sainte-Croix-en-la-Cité
La rue Sainte-Croix-en-la-Cité est une ancienne rue de Paris, aujourd'hui disparue. Elle était située quartier de la Cité, sur l'île de la Cité et a disparu lors de la reconstruction du marché aux fleurs dans les années 1860.

## Situation
Elle était longue de 37 m. Elle reliait la rue Gervais-Laurent à la rue de la Vieille-Draperie,, absorbée par la rue de Constantine (actuelle rue de Lutèce) en 1837. Après le percement de la rue de Constantine, la rue est directement prolongée par la rue aux Fèves.
Juste avant la Révolution française, elle faisait intégralement partie de la paroisse Sainte-Croix. Pendant la Révolution française, elle fait partie de la section de la Cité, qui devient le quartier de la Cité lors de la création de l'ancien 9e arrondissement en 1795.

## Origine du nom
La rue portait le nom de l'église Sainte-Croix qui y était située.

## Historique
La rue est bâtie au XIIe siècle. Elle doit son nom à l'église Sainte-Croix de la Cité qui se trouvait à l'angle de cette rue et de la rue de la Vielle-Draperie.
Elle est citée dans Le Dit des rues de Paris de Guillot de Paris sous la forme « ruele Sainte-Crois ».
Elle est citée sous le nom de « rue Sainte Croix », dans un manuscrit de 1636.
En 1702, la rue, qui fait partie du quartier de la Cité, possède 7 maisons et 3 lanternes.
L'une des maisons attenante à l'église abritait l'imprimerie de Paulus-du-Mesnil, qui a notamment imprimé le Mémoire pour Monsieur Le Grand en 1729.
L'église est détruite en 1797, mais son portail sur la rue Sainte-Croix est conservé dans le nouvel immeuble érigé sur la parcelle occupée par l'église. En 1846, les immeubles à l'angle de la rue de la Vieille-Draperie sont démolis pour permettre le percement de la rue de Constantine (actuelle rue de Lutèce). Le commencement de la rue, qui ne faisait que 1,80 m de large, est élargi à 8 m.
La rue est détruite d'avril à juillet 1866 pour construire l'actuel marché aux fleurs, inauguré en 1873,.